# Gandasari (Cikaum)
Gandasari is een bestuurslaag in het regentschap Subang van de provincie West-Java, Indonesië. Gandasari telt 5692 inwoners (volkstelling 2010).